# Emmy Seyfried
Emmy Seyfried, geboren als Emilie Rosa Augusta Maria Seyfried, auch bekannt unter Emmi Seyfried, verheiratete Neeb, auch bekannt unter Emmy Neeb-Seyfried (* 15. Juli 1888 in München; † 8. Mai 1969 in Gräfelfing) war eine deutsche Kunstgewerblerin, die Architektur, kunstgewerbliches Zeichnen und Musterzeichnen an der königlichen Kunstgewerbeschule in München lernte.

## Leben und beruflicher Werdegang
Emmy Seyfried wuchs in gutbürgerlichen Verhältnissen auf. Sie war Tochter des Kaufmanns Augustus Seyfried und begann schon mit 15 Jahren eine Ausbildung an der Kunstgewerbeschule München unter Franz Widmann und Adelbert Niemeyer, die sie 1907 als Zeichenlehrerin abschloss. Man kann annehmen, dass sie nach ihrer Studienzeit mit großer Sicherheit im Atelier von Adelbert Niemeyer arbeitete. Sie war wahrscheinlich zu Studienzeiten bereits in seinem Atelier für Inneneinrichtung beschäftigt, das von der Porzellanmanufaktur Nymphenburg eingerichtetem wurde. Dort konnte sie künstlerisch tätig werden, entwarf geritzte und bemalte Keramiken und galt bald als die Gehilfin Niemeyers.
Seyfried nahm 1912 an der Bayerischen Gewerbeschau teil, an der Karl Bertsch, Adelbert Niemeyer, Richard Riemerschmid und Else Wenz-Viëtor ausstellten. Dort beteiligte sie sich mit Arbeiten, die sie für die Deutschen Werkstätten gestaltet hatte. Für die Deutschen Werkstätten war sie bis 1920 beschäftigt. Da die publizistische Aufmerksamkeit bezogen auf ihre Werke zurückging, löste sie sich aus dem Einflussbereich ihres Mentors Adelbert Niemeyer und gab ihre fröhlichen, blumigen Motive auf. Stattdessen fokussierte sie sich fortan auf Pflanzenwelten, die aus kräftigen Farben und expressiven Formen bestanden. Seyfried wurde dann Mitglied im Bayerischen Kunstgewerbeverein und im Deutschen Werkbund. 
Im Zuge ihrer Heirat am 27. März 1923 mit Ernst Neeb gab sie ihr Atelier in München auf und zog nach Hessen. In Zusammenarbeit mit ihrem Ehemann gründet sie dort die Werkstatt Seyfried-Werkstätte, Ernst Neeb, Werkstätte für künstlerische Glasveredelung. Um 1938 zog das Paar samt ihrer Werkstätte nach Gräfelfing bei München.
Das Geschäft der beiden etablierte sich unter ihrem Nachnamen, nämlich unter Seyfried-Werkstätte und bestand über die Kriegsjahre hinaus. Erst 1961, nach dem Tod ihres Mannes, gab sie die Werkstätte auf. Emmy Seyfried verweilte bis zu ihrem Tod in Gräfelfing.

## Werk
Die Künstlerin Emmy Seyfried, fand durch ihre Entwürfe von Teppichen, Tapeten und weiteren Textilien Anerkennung. Ihre Arbeiten wurden von bekannten Unternehmen wie Wilhelm Vogelin, in Chemnitz, Hahn & Bach in München und Erismann & Cie. in Breisach gefertigt. 
Ihre Dekorentwürfe wurden von der Zeitschrift Kunst und Handwerk veröffentlicht. 24 Arbeiten von Emmy Seyfried – von Tapetenmuster über Textilien bis zu einem Teppich – wurden 1912 in dieser Zeitschrift publiziert und gezeigt. Zudem war sie in namhaften zeitgenössischen Kunstzeitschriften vertreten, in denen sie und ihre Arbeiten besprochen wurden. Die formal reduzierte florale Gestaltung der Kunstgewerblerin wurde dort positiv rezipiert und zum Teil sogar mathematisch beschrieben. Die Zeitschrift Dekorative Kunst veröffentlichte regelmäßig Entwürfe ihrer Tapeten bis zur Ausgabe 1913/14. Auch das Kunstgewerbeblatt zeigte um 1912 neben vier Entwürfen von Adelbert Niemeyer zwei Tapetenmuster von Emmy Seyfried (Tapetennummer 20, und Nr. 23.)
Im Kunstgewerbeblatt wurden ihr unter der Überschrift Neue Künstlertapeten alle veröffentlichten Tapeten zugeordnet, was zur damaligen Zeit für eine Frau nicht selbstverständlich war – selbst Tapeten, die sie nicht entworfen hatte. Bereits 1908 konnte sie anlässlich einer Ausstellung auf der Theresienhöhe in München mit ihren Arbeiten überzeugen. Zwischen 1910 und 1920 war sie bei den Deutschen Werkstätten mit Tapetenentwürfen und für eine kurze Zeit auch mit Entwürfen für Teppiche vertreten, welche in Wurzen gezeigt wurden.
1918 widmete sie sich der Porzellan- und Glasmalerei und entwarf Gläser, die mit filigranen Federzeichnungen gestaltet waren. Diese waren für den Betrieb ihres Schwagers Fritz W. Egger in München bestimmt. Im Zuge dessen etablierte sie ihre eigene Glas- und Porzellanwerkstatt. Hier bemalte Emmy Seyfried Porzellan und Glasobjekte. Außerdem entstanden Schmuck, Beleuchtungskörper, Knöpfe und Ketten in ihrer eigenen Glasmalereiwerkstatt. 1924 etwa bemalte sie eine große Vase aus Kupferüberfangglas. Die Vase wurde, wie typisch für das Art déco, im Zacken- oder Kaktusstil gestaltet und entstand in Gräfelfing bei München.
Seyfried entwarf aber auch Porträts. Für ihre Werkstatt gestaltete sie nicht nur Formen, sondern auch Dekore. Um 1930 beschränkte sich die Kunstgewerblerin auf bemalte und geschliffene Gläser, obwohl im Jahre 1925 nennenswerte Geschäftsbeziehungen zur Porzellanmanufaktur Philip Rosenthal nachweisbar war.

## Ausstellungen
Emmy Seyfried nahm regelmäßig mit Produkten ihrer Werkstatt an Ausstellungen teil. 1914 trat sie in Köln auf der Deutschen Werkbundausstellung in Erscheinung. Nennenswerte Ausstellungen bildeten hierbei die Graissimessen (1920er-Jahre) in Leipzig, an denen sie häufig teilnahm.